# پاکیفیتوم
پاکیفیتوم(نام علمی: Pachyphytum) نام یک سرده از تیره گل‌نازیان است.